# اچ‌دی ۹۵۷۸
اچ‌دی ۹۵۷۸ یک ستاره است که در صورت فلکی سنگتراش قرار دارد.